# كوريولانوس

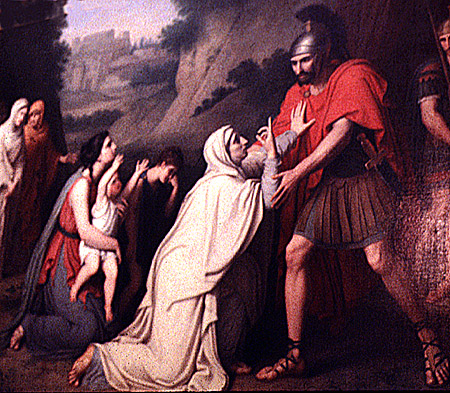
فيتوريا عند قدمي كوريولانوس، بريشة غاسباري لاندي (1756–1830)

غايوس كوريولانوس أو غنايوس ماركيوس هو بطل أسطوري روماني من أصل أرستقراطي تروي الحكايات أنه تم نفيه من روما فعاد إليها على رأس جيش من الأعداء. كان موضوع مسرحية للكاتب الإنجليزي وليام شكسبير.

## الأسطورة
تروي الحكايات أنه اكتسب لقب «كوريولانوس» بسبب شجاعته التي أبداها في حصار مدينة كوريولي (493 ق م) أثناء الحرب ضد الفولسكيين. وعندما كانت هناك مجاعة في رومافي عام 492 ق م، نصح بعدم قطع المؤن القادمة من صقلية عن الناس، ما لم يوافقوا على إلغاء مناصب قضاة الشعب. وبسبب هذا اتهمه القناصل وحكموا عليه بالنفي، فلجأ إلى صديقه أتيوس توليوس ملك الفولسكيين. قرر كوريولانوس محاربة روما ما إن وجد ذريعة لإعلان الحرب، وتقدم في قيادة جيش الفولسكيين لمواجهة مدينته الأم. فاوضه أعيان روما من أجل شروط معتدلة في البداية دون جدوى. ولم يوافق على شيء أقل من إعادة أراضي الوولسكيين إليهم والاعتراف بهم بين المواطنين الرومان. ثم فشلت أيضا مهمة كبار الكهنة. أخيرا أقنعته أمه فيتوريا وزوجته لومنيا وأعاد الجيش الفولسكي أدراجه وأعاد البلدات المحتلة. مات في عمر كبير في المنفى بين الفولسكيين؛ ويذكر مؤرخون آخرون أنهم أعدموه كخائن؛ وحكاية ثالثة (ذكرها شيشرون ولكنه سخر منها) تقول بأنه انتحر.

## تحليل الحكاية
تعرّضت الأسطورة بكاملها لنقد المؤرخين. ففي التاريخ المدون (493 ق م) لم تكن كوريولي تحت سيطرة الفولسكيين، لكنها كانت إحدى المدن اللاتينية التي عقدت معاهدة تحالف مع روما؛ وأكثر من هذا فإن ليفي بنفسه يذكر أن المؤرخين لم يعرفوا شيئا عن حملة نفذها القنصل بوستوموس كومينيوس أورونكوس (الذي قيل بأن كوريولانوس خدم تحت إمرته) ضد الفولسكيين، بل ذكر فقط أن أحد القناصل أتم المعاهدة؛ ولذلك تم افتراض غياب الآخرين، ويعتقد أن السبب لهذا كان الحرب ضد الفولسكيين. كما نيل القادة لألقاب من مدينة مأسورة لم يكن أمرا معروفا في ذلك الوقت، وأول حالة يمكن أن تكون لسكيبيو؛ وإن تم منح هذا اللقب فعلا، لكان منح للقائد العام أورونكوس وليس على تابعه. وعلى الأرجح فإن غزو كوريولي من قبل كوريولانوس قد اخترع لتوضيح أصل اللقب.
تفاصيل المجاعة تمت استعارتها أيضا في السنوات التالية، خصوصا سنوات 433 و411 ق م. وحادثة لجوء كوريولانوس إلى ملك الفولسكيين، الذي كان عدوه اللدود كما ذكر بلوتارخ، تشبه بشكل غريب رجاء ثيميستوكليس إلى أدميتوس ملك المولوسيين. وأكثر من هذا فالحكاية تقول أن كوريولانوس انتحر مثل ثيميستوكليس، مما تعطي تخمينا بأن هذه الحوادث مشتقة من مصدر يوناني. والتناقضات في سجلات الحملة ضد روما وتوابعها تعطي أساسات أخرى للشك في أصلها الإغريقي.
تم احتلال اثنتا عشر بلدة مهمة في صيف إحدى السنوات بدون مقاومة من ناحية الرومان، وبعد تقاعد كوريولانوس تركت فورا من قبل الفاتحين. ومن الغريب أن الفولسكيين ائتمنوا غريبا على قيادة جيشهم، ومن المحتمل أن نسب نجاحاتهم إلى جنرال روماني كان الهدف منه إرضاء الكبرياء الوطني وإزالة ذاكرة حرب كارثية. ومن المقترح بأن كوريولانوس لم يترأس جيش الفولسكيين مطلقا، لكنه وصل بوابات روما مع جيش من المنفيين (ولكن في تاريخ لاحق حوالي العام 443 ق م)، وهو في هذا مثل أبيوس هيردونيوس زعيم السابينيين الذي احتل الكابيتول في عام 460 ق م مع فرقة الهاربين والعبيد، في وقت عندما كانت المدينة في ضيق عظيم، ربما نتيجة لوباء، ثم كف عن جعل نفسه سيد روما بالتماس من أمه. تبدو هذه الفقرة هي النواة التاريخية للحكاية، التي تشدد التأثير العظيم والاحترام الذي تم إظهاره للأمهات الرومانيات في الأزمنة المبكرة.